# Ascensore di Cuneo
L'ascensore di Cuneo (definito meglio come ascensore inclinato panoramico) è un impianto di risalita della città piemontese che collega la parte bassa della città (Oltregesso) con il centro cittadino (corso Giuseppe Garibaldi), con un percorso totalmente immerso nel verde. La sua vera e propria denominazione è "ascensore inclinato panoramico" per via del panorama che si può ammirare durante la salita o la discesa.

## Storia
L'idea di collegare il centro di Cuneo (corso Solaro, corso Garibaldi, piazza Galimberti, corso Nizza, viale Solari ecc.) con la parte bassa della città (porta Mondovì, borgo San Giuseppe ecc.) nacque verso l'inizio del 2000, con la progettazione di una funicolare. Il progetto fu inizialmente accantonato e rivisto solamente 5 anni dopo, nel 2005 e da lì iniziarono le modifiche. Vista la pochissima pendenza da superare e la completa assenza di fermate intermedie (data la brevità del percorso prescelto), si decise allora la trasformazione da funicolare ad ascensore inclinato, nuovi modelli di ascensori già diffusi in tutta Europa. I lavori iniziarono nel 2006 e finirono nel 2008. Il 16 giugno del 2009 tale impianto fu aperto.

## Caratteristiche
- Dislivello: 27,47 m
- Tempo di percorrenza: 45 secondi
- Velocità: 1,60 m/s
- Stazioni: 2
- Portata: 26 persone
- Quota stazione a valle: 510,59 m
- Quota stazione a monte: 538,06 m
- Numero corse (h): 48

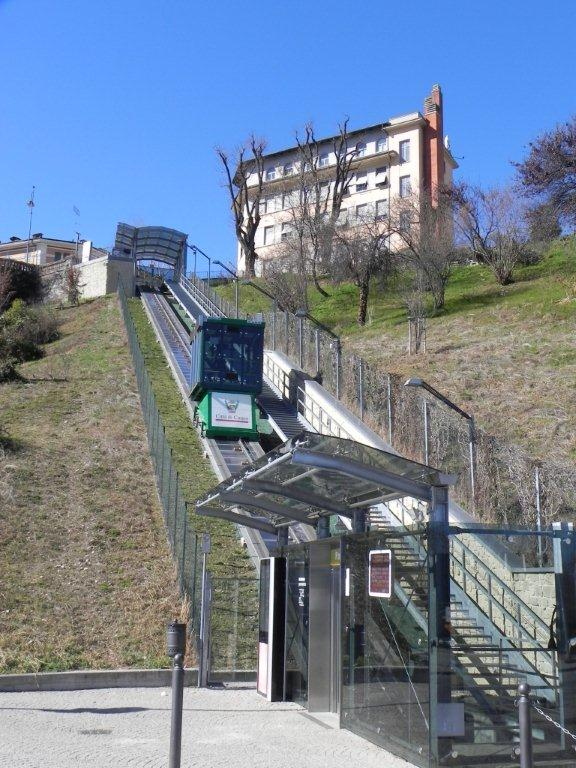
L'intero percorso dell'ascensore con la vettura a metà percorso

L'impianto è un ascensore inclinato di nuova generazione. La cabina, moderna, con tastiera a led, luci a basso consumo e porte in vetro, è una sola e si alterna a spola tra le stazioni di Porta Mondovì e Garibaldi. La chiamata della cabina avviene grazie ad un pulsante che si trova ai lati delle stazioni. L'impianto è inoltre dotato di contrappeso in ferro battuto, integrato nella rotaia.

### Percorso
| Unknown route-map component "uKACCa" |

| Unknown route-map component "uKACCe" |

## Orari
L'ascensore è attivo dal lunedì al venerdì dalle 7:30 alle 20:00, il sabato dalle 8:30 alle 20:00 e la domenica e festivi dalle 10:00 alle 18:00 (nei mesi estivi fino alle 20:00).